# Obwalden
Obwalden (francouzsky Obwald, italsky Obvaldo, rétorománsky Sursilvania) je kanton ve Švýcarsku. Spolu s kantonem Nidwalden tvoří Unterwalden, jeden ze tří zakládajících členů Staré konfederace z roku 1291, z čehož pochází starší název Unterwalden ob dem Wald. Hlavním městem je Sarnen.

## Geografie

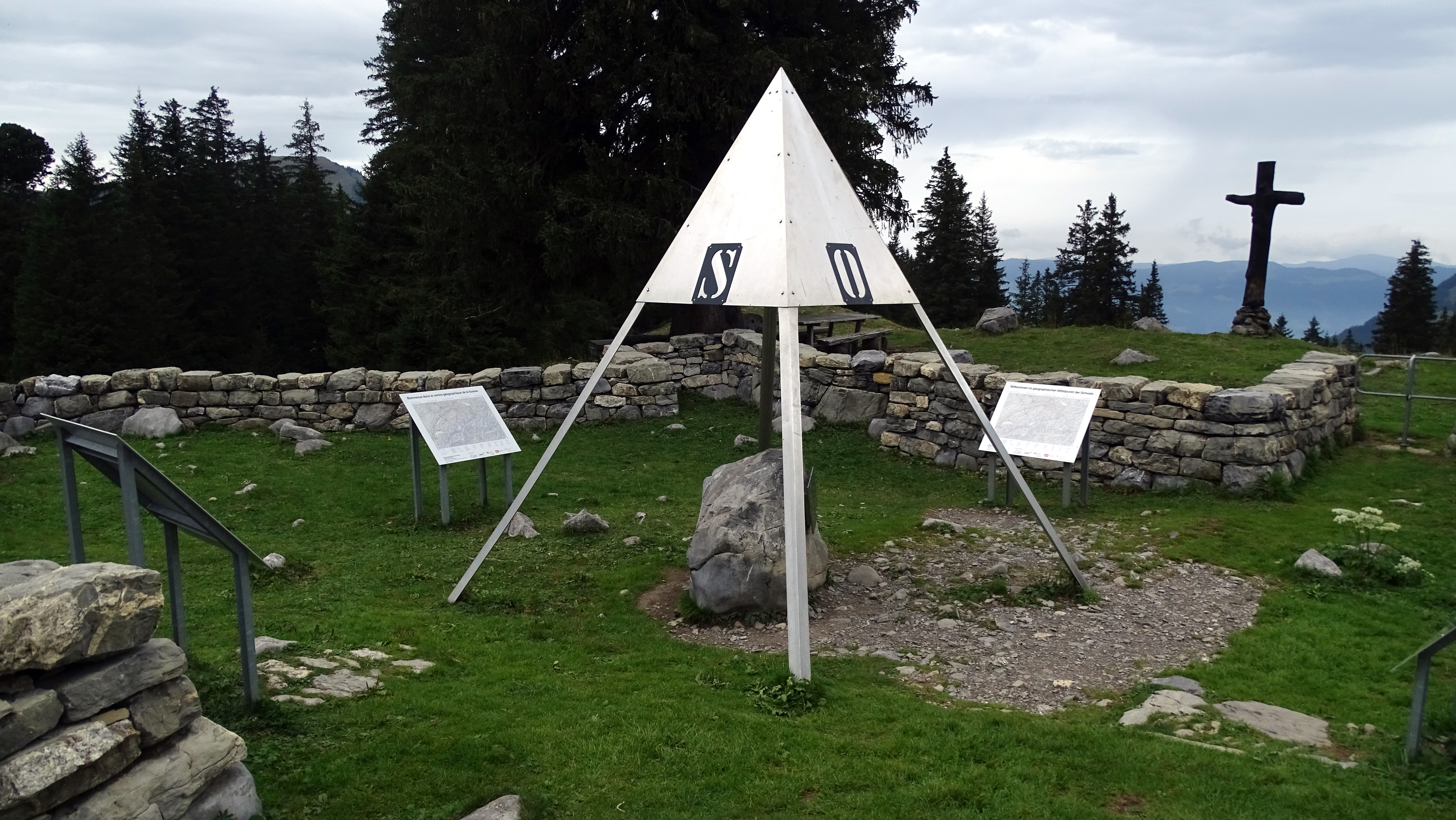
Geografický střed Švýcarska

Obwalden leží v údolí Sarneraatal a na severu sousedí s Lucernským jezerem. Jižní konec tvoří průsmyk Brünigpass, který vede do pohoří Berner Oberland. Kromě jezera Alpnachersee, které je ramenem Lucernského jezera, se v kantonu nachází dalších pět větších jezer: Sarnersee, Lungerersee, Melchsee, Tannensee a Wichelsee a spolu s nimi několik menších jezer. Nejvyšším vrcholem kantonu je Titlis s nadmořskou výškou 3238 metrů, který patří k Urnským Alpám. Na planině pod masivem této hory se nachází obec Engelberg, jež je od hlavní části kantonu oddělena územím kantonu Nidwalden a je tak exklávou. Největší část kantonu však patří do oblasti zvané Unterwaldner Voralpen, spadající pod střední část Švýcarských Alp. Nejnižší bod leží v nadmořské výšce 434 metrů na hladině Lucernského jezera.
Obwalden je spolu s Nidwaldenem jediným vnitrozemským kantonem ve Švýcarsku, který je celý obklopen také vnitrozemskými kantony. Sousedními kantony Obwaldenu jsou Bern, Lucern, Nidwalden a Uri.

### Geografický střed Švýcarska
Obwalden leží uprostřed Švýcarska. Spolkový úřad pro topografii (swisstopo) určil geografický střed Švýcarska na souřadnicích 46,80121° s.š., 8,226692° v.d. Tento bod se nachází na vrcholu Älggi-Alp, který leží nad údolím Kleine Melchtal na území obce Sachseln.

## Historie

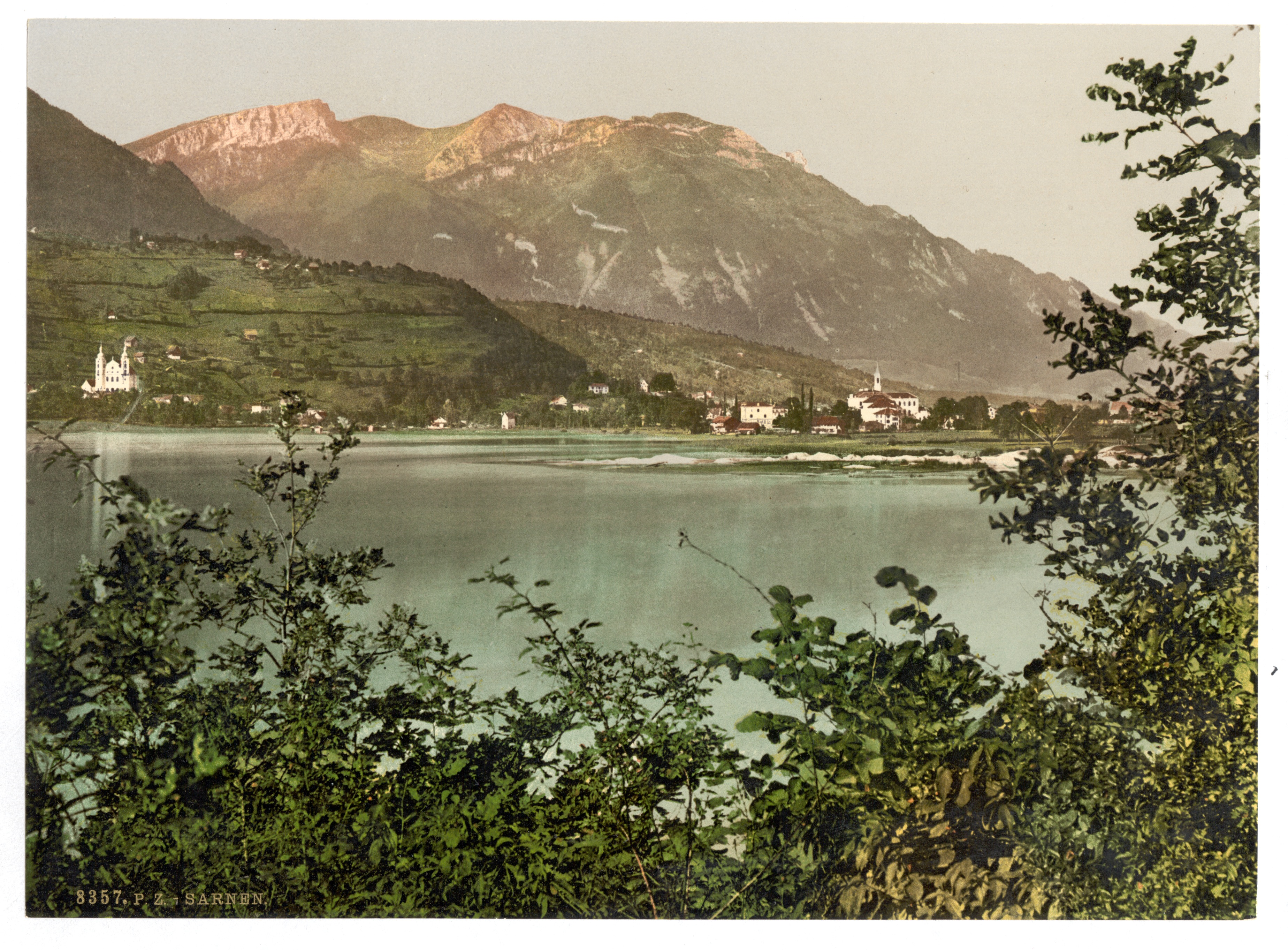
Sarnen (konec 19. století)

Obwalden byl osídlen Kelty a Římany až do příchodu Alamanů kolem roku 700. Od založení Staré konfederace v roce 1291 až do roku 1330 upravoval důležité záležitosti společně s Nidwaldenem na společných zemských sněmech, ale politicky byl nezávislý. Ve 14. století Obwalden získal vlastní svrchovanost. Na důkaz této moci byla v roce 1418 v Sarnenu postavena první radnice. Při hledání odbytu pro dobytek a sýr se Obwalden v roce 1403 zúčastnil „rozpínavé politiky“ kantonu Uri a pomohl dobýt Leventinu. O sto let později se vojenská služba cizím vojevůdcům stala ekonomicky významnou. Bývalí bohatí žoldnéři jako držitelé vyšších úřadů po staletí určovali politiku země.
Spolu s kantonem Nidwalden tvořil Obwalden původní kanton Unterwalden. Spolu se Schwyzem a Uri patřil Unterwalden ke třem tzv. lesním kantonům, nazývaným také původní kantony. Uzavírali mezi sebou spojenectví, která byla od konce 13. století zpečetěna také konfederačními listy, jejichž kopie se nacházejí v Bílé knize ze Sarnenu.
V důsledku válek s Francouzi a vzniku Helvétské republiky (1798–1803) Obwalden dočasně ztratil nezávislost, ale obyvatelé poprvé získali základní politická práva. V roce 1815 se klášter a údolní obec Engelberg připojily k Obwaldenu a od té doby tvoří exklávu ležící mezi kantony Bern, Uri a Nidwalden.
V hospodářsky obtížných letech 1850–1914 emigrovalo přibližně 400 000 Švýcarů. Jen v 80. letech 19. století emigrovalo z kantonu Obwalden do zámoří více než 1 000 osob, což odpovídalo asi sedmi procentům celkového počtu obyvatel. Více než 90 % emigrantů z Obwaldenu si jako cíl své emigrace zvolilo Severní Ameriku, především Středozápad a pobřeží Tichého oceánu. Kolem roku 1920 někteří emigrovali také do Rakouska.

### Vývoj dopravního spojení

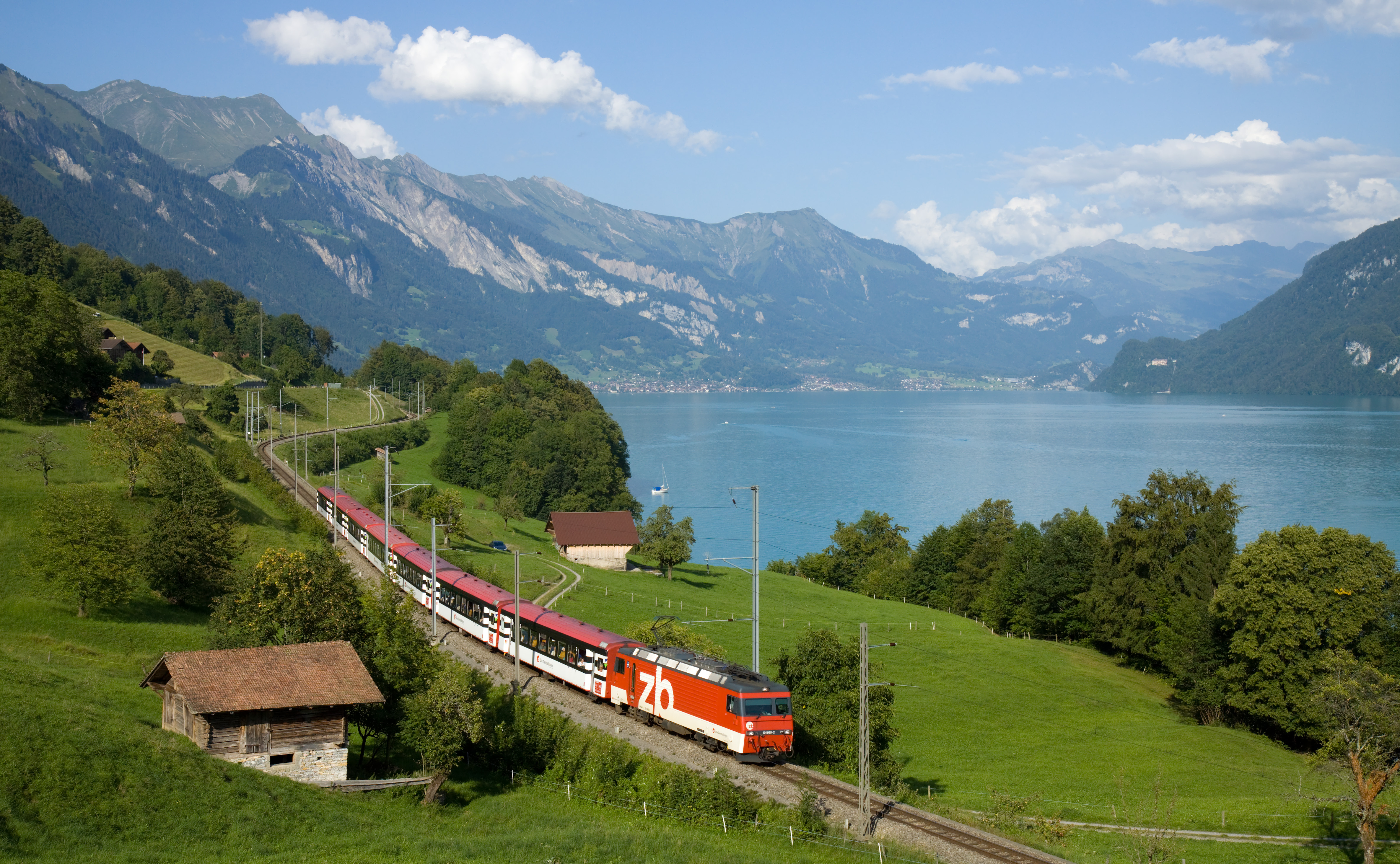
Vlak na trati Brünigbahn nedaleko Sarnenu

Kvalita dopravního spojení do Obwaldenu byla až do začátku 19. století špatná. Kolem roku 1800 bylo například možné cestovat z Lucernu do Sarnenu pouze přes jezero do Alpnachstadu nebo pěšky z Hergiswilu přes sedlo Renggpass. Teprve v roce 1820 byla mezi Alpnachem a Sarnenem vybudována cesta pro povozy. Průsmyk Brünig byl v letech 1857 až 1860 upraven ze stezky pro mezky na silnici sjízdnou pro povozy. Současně byla vybudována silnice z Hergiswilu kolem Lopperu do Alpnachstadu. Ale teprve v roce 1876 byla silnice Brünigstrasse mezi Lucernem a Brienzem skutečně průjezdná bez omezení, když byla přeložena a modernizována silnice mezi Alpnachstadem a Kägiswilem.
Současně se zavedením pravidelné lodní dopravy mezi Lucernem a Stansstadem byla v roce 1858 zavedena koňská pošta mezi Alpnachem přes Sarnen do Lungernu. Dne 30. června 1861 byla prodloužena poštovní dostavníková doprava přes Brünig do Brienzu, což vyvolalo intenzivní cestování. Přibližně v této době se v Obwaldenu začal prosazovat cestovní ruch.
Poté, co byla v roce 1880 udělena koncese na stavbu dráhy Brünigbahn, byla v roce 1886 převedena na železniční společnost Jura–Bern–Lucern (Chemins de fer du Jura bernois), která okamžitě zahájila stavbu. Po necelém roce a půl byla 13. června 1888 slavnostně otevřena trať Meiringen–Sarnen. Následující den byla zahájena pravidelná doprava na trati Meiringen–Alpnachstad. V následujícím roce byl dokončen také Loppertunnel a trať mohla být prodloužena z Alpnachstadu do Lucernu.
Již ve středověku vedla letní trasa Švábské cesty (jako součást Svatojakubské cesty) přes Obwalden. Na své cestě z kláštera Einsiedeln do Santiaga de Compostela procházela přes Kerns, Sachseln, Giswil, Lungern a dále přes průsmyk Brünig směrem na Brienz. Se vznikem poutního místa Flüeli-Ranft byla tato stezka začleněna do jejího průběhu.

## Obyvatelstvo

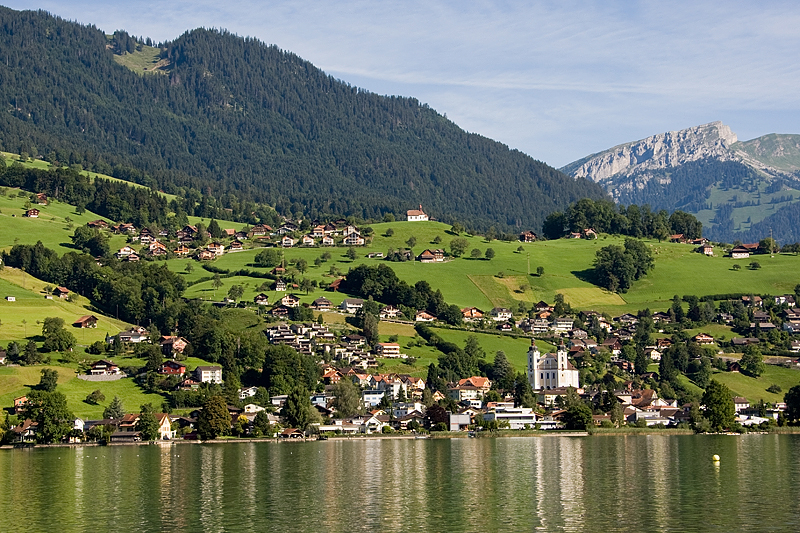
Sarnen

K 31. prosinci 2021 žilo v kantonu Obwalden 38 435 obyvatel. Podle počtu obyvatel je tak třetím nejmenším švýcarským kantonem (méně obyvatel žije už pouze v kantonech Appenzell Innerrhoden a Uri). Hustota zalidnění 78 obyvatel na km² je pod švýcarským průměrem (212 obyvatel na km²). Podíl cizinců (obyvatel přihlášených k trvalému pobytu, avšak bez švýcarského občanství) činil k 31. prosinci 2019 14,7 %, zatímco na celostátní úrovni bylo registrováno 25,3 % cizinců. 30. června 2021 činila míra nezaměstnanosti 1,0 %, na federální úrovni pak 2,8 %.
| Vývoj počtu obyvatel | Vývoj počtu obyvatel | Vývoj počtu obyvatel | Vývoj počtu obyvatel | Vývoj počtu obyvatel | Vývoj počtu obyvatel | Vývoj počtu obyvatel | Vývoj počtu obyvatel | Vývoj počtu obyvatel | Vývoj počtu obyvatel | Vývoj počtu obyvatel | Vývoj počtu obyvatel | Vývoj počtu obyvatel | Vývoj počtu obyvatel | Vývoj počtu obyvatel | Vývoj počtu obyvatel | Vývoj počtu obyvatel | Vývoj počtu obyvatel | Vývoj počtu obyvatel | Vývoj počtu obyvatel |
| -------------------- | -------------------- | -------------------- | -------------------- | -------------------- | -------------------- | -------------------- | -------------------- | -------------------- | -------------------- | -------------------- | -------------------- | -------------------- | -------------------- | -------------------- | -------------------- | -------------------- | -------------------- | -------------------- | -------------------- |
| Rok                  | 1799                 | 1850                 | 1860                 | 1870                 | 1880                 | 1888                 | 1900                 | 1910                 | 1920                 | 1930                 | 1941                 | 1950                 | 1960                 | 1970                 | 1980                 | 1990                 | 2000                 | 2010                 | 2015                 |
| Počet obyvatel       | 10 580               | 13 799               | 13 376               | 14 443               | 15 329               | 15 043               | 15 260               | 17 161               | 17 567               | 19 401               | 20 340               | 22 125               | 23 135               | 24 509               | 25 865               | 29 025               | 32 427               | 35 585               | 37 076               |

### Jazyky
Obwalden leží v německy mluvící části Švýcarska. Úředním jazykem je proto němčina. V roce 2019 uvedlo 92,0 % obyvatel jako svůj hlavní jazyk právě němčinu; druhým nejčastějším jazykem pak byla francouzština s 1,5 %. Informace o dalších jazycích nebyly zveřejněny.
Hovorovým jazykem obyvatel Obwaldenu je nářečí Obwaldnertyytsch (ve spisovné němčině Obwaldnerdeutsch). Patří do skupiny vysokohorských alemanských nářečí.

### Náboženství

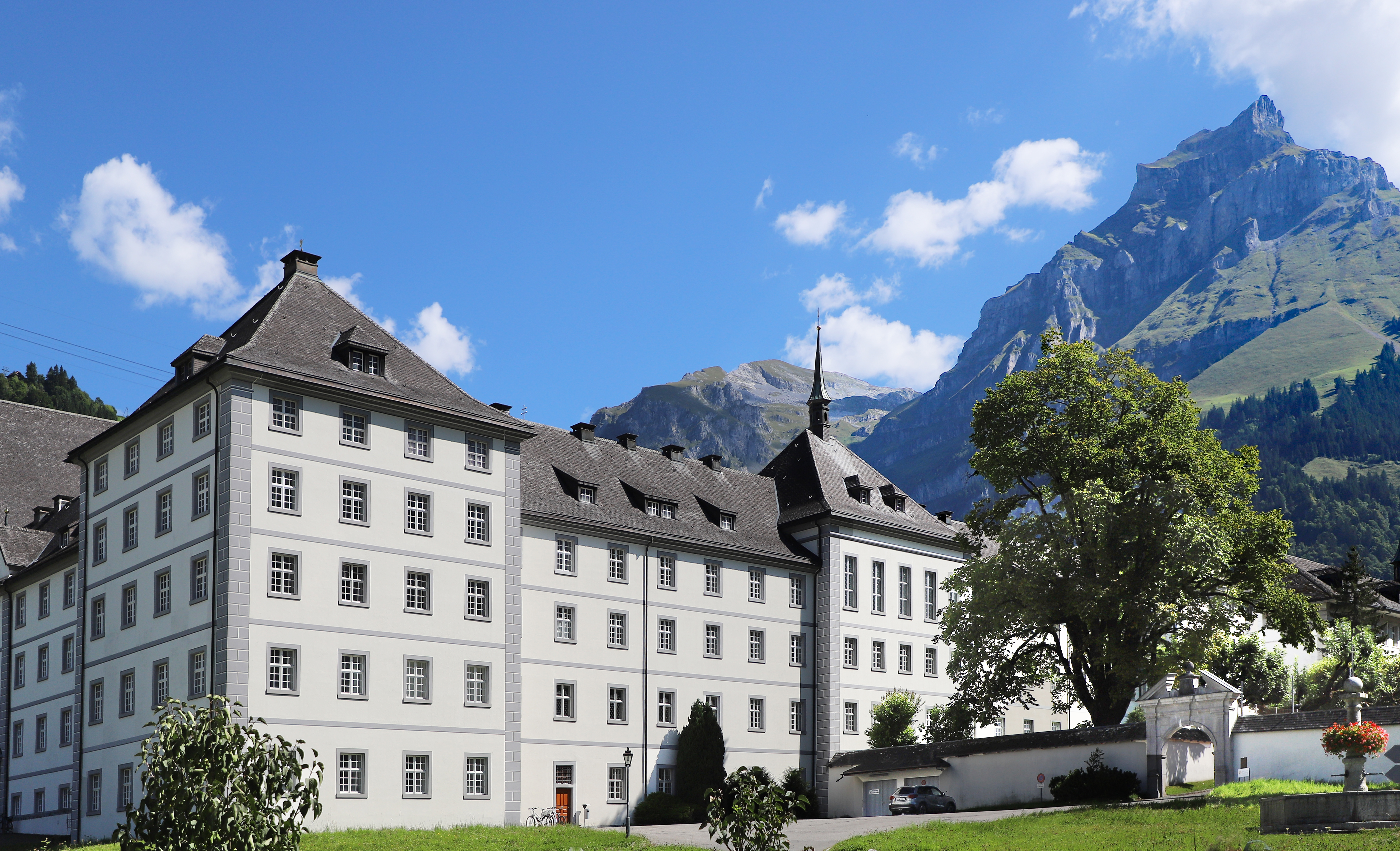
Klášter v Engelbergu

Kanton Obwalden je převážně katolický. Z 37 841 obyvatel kantonu bylo v roce 2018 26 944 obyvatel (71,2 %) římskokatolického vyznání a 2 937 obyvatel (7,8 %) evangelického reformovaného vyznání. Katolické farnosti patří do diecéze Chur, reformované farnosti do Sdružení evangelických reformovaných farností kantonu Obwalden.
Kromě příslušníků národních církví (římskokatolické a evangelické reformované) nejsou od sčítání lidu v roce 2000 k dispozici žádné údaje o náboženské příslušnosti všech obyvatel kantonu. Spolkový statistický úřad (BFS) však provádí průzkumy, v nichž jsou zaznamenány i další náboženské obce v kantonu Obwalden. Ve výběrovém šetření v roce 2017 se přibližně čtvrtina všech respondentů starších 15 let v kantonu Obwalden nehlásila k žádné národní církvi.
V Engelbergu se nachází známý benediktinský klášter. Klášter založil v roce 1120 Konrad von Sellenbüren a osídlil jej mnichy z kláštera Muri. Budovy kláštera byly znovu postaveny po ničivém požáru v roce 1729 a patří k největším barokním komplexům ve středním Švýcarsku. V klášterním kostele se nacházejí největší varhany ve Švýcarsku.

## Politika
Na rozdíl od staré spolkové ústavy, která uváděla Obwalden jako polokanton, uvádí spolková ústava z 18. dubna 1999 Obwalden jako samostatný kanton (plnohodnotný kanton). Platí totiž zásada právní rovnosti kantonů. Zásada rovnosti má však dvě omezení: kantony Basilej-město, Basilej-venkov, Appenzell Innerrhoden, Appenzell Ausserrhoden, Obwalden a Nidwalden mají pouze poloviční váhu při zastoupení ve Státní radě a při určování většiny kantonů v povinném referendu.
Ústava kantonu Obwalden (do roku 2007: Ústava kantonu Unterwalden ob dem Wald) byla přijata v roce 1968 a od té doby byla několikrát novelizována.

### Přímá demokracie

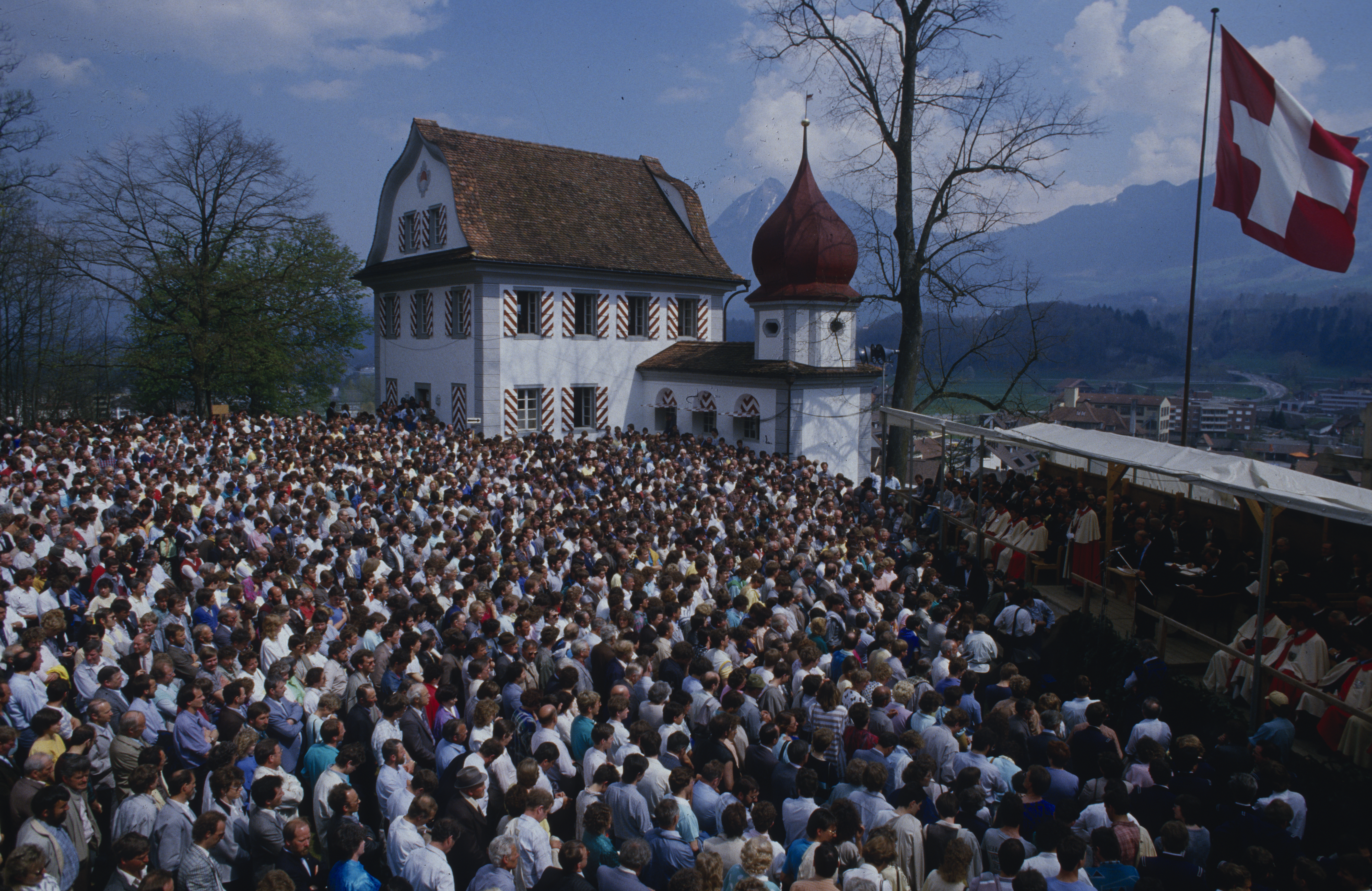
Landsgemeinde v Sarnenu (1987)

Povinnému referendu podléhá přijetí a změna ústavy, jakož i právoplatné petice týkající se legislativních aktů a finančních usnesení kantonální rady, pokud kantonální rada petici neschválí.
Ostatní legislativní akty a jejich změny, jakož i usnesení o výdajích týkajících se jednorázových výdajů nad 1 000 000 CHF nebo každoročně se opakujících výdajů nad 200 000 CHF podléhají lidovému hlasování, pokud o to požádá 100 voličů nebo jedna třetina členů kantonální rady (fakultativní referendum).
Voliči mohou sami navrhnout úplnou nebo částečnou revizi kantonální ústavy, jakož i přijetí, změnu nebo zrušení zákona nebo finančního usnesení, pokud návrh v tomto smyslu podpoří 500 voličů (lidová iniciativa).
Volební právo žen bylo v Obwaldenu zavedeno 24. září 1972. Nepovinné referendum o zákonech bylo zavedeno v roce 1998, kdy bylo zrušeno tradiční Landsgemeinde (každoroční shromáždění občanů s volebním právem a hlasování o zákonech zvednutím ruky); do té doby podléhaly všechny zákony povinnému referendu.

### Parlament

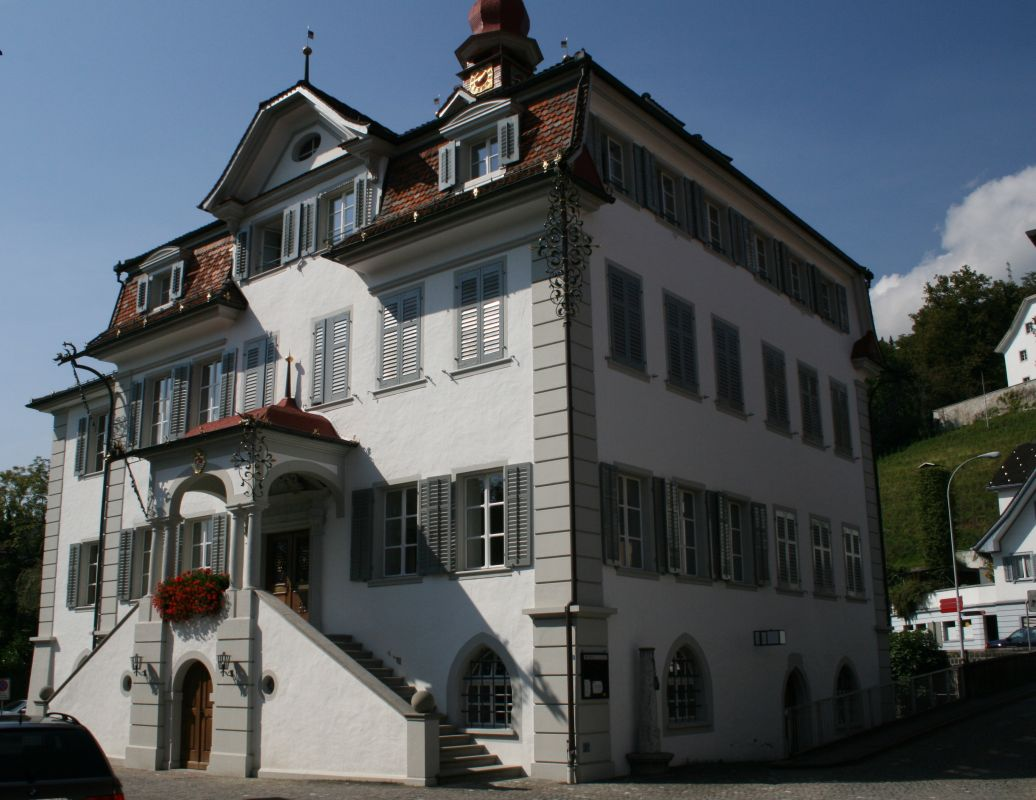
Radnice v Sarnenu, místo zasedání parlamentu

Zákonodárným orgánem (parlamentem) je rada kantonu Obwalden (Kantonsrat). Má 55 členů, přičemž každá obec je zastoupena nejméně čtyřmi členy. Členové kantonální rady jsou voleni občany podle systému poměrného zastoupení na dobu určitou čtyř let. Parlament zasedá v budově radnice v Sarnenu.

### Vláda
Výkonným orgánem (vládou) je vládní rada kantonu Obwalden (Regierungsrat). Má pět členů a je volena občany většinovým systémem na čtyřleté funkční období. Předseda vládní rady se nazývá Landammann, místopředseda Landstatthalter. Tyto dvě funkce jsou každoročně obnovovány kantonální radou.

### Soudnictví
V oblasti soudnictví vykonává občanskoprávní a trestní pravomoc kantonální soud v prvním stupni a vyšší kantonální soud ve druhém stupni. Ve většině občanskoprávních věcí předchází soudnímu řízení pokus o smír před kantonálním smírčím orgánem.
Soudní pravomoc ve správních sporech vykonává správní soud.

### Správní členění

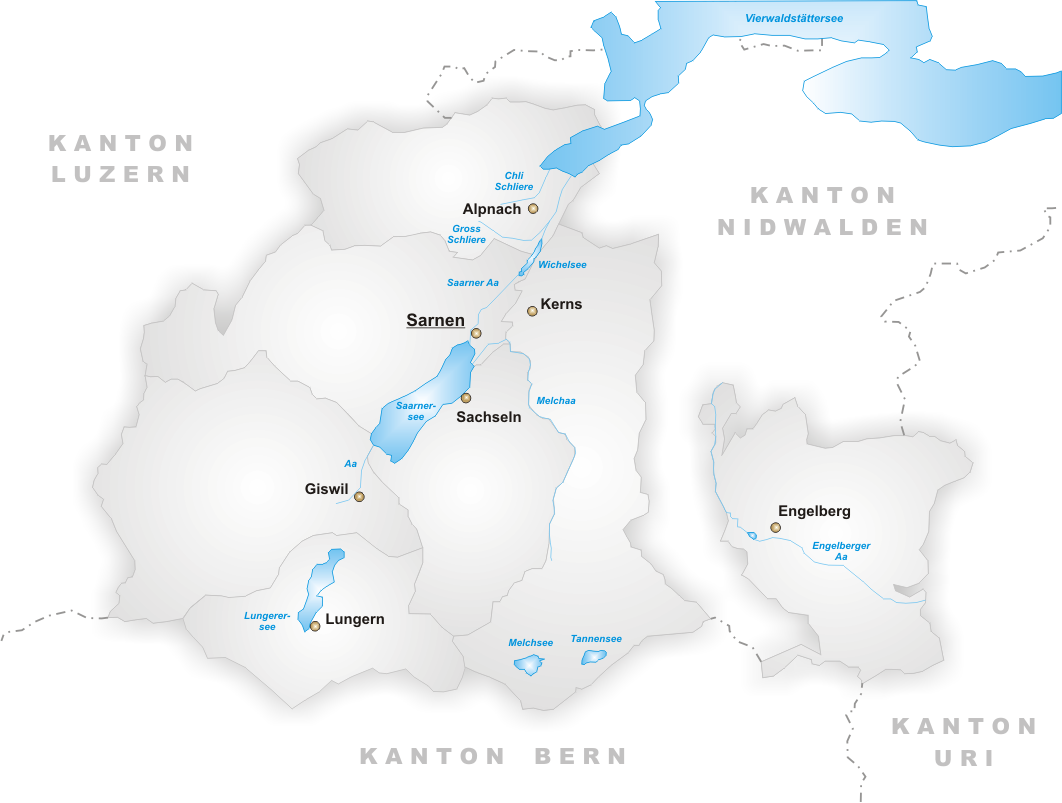
Mapa obcí kantonu Obwalden

Území kantonu se skládá ze dvou izolovaných částí: větší západní část zahrnuje šest obcí (Sarnen, Kerns, Alpnach, Sachseln, Giswil a Lungern), menší východní část je exklávou tvořenou územím obce Engelberg. Všechny obce jsou uvedeny v této tabulce (počet obyvatel aktuální k 31.12.2021):
| Obec      | Počet obyvatel |
| --------- | -------------- |
| Sarnen    | 10 650         |
| Kerns     | 6380           |
| Alpnach   | 6125           |
| Sachseln  | 5172           |
| Engelberg | 4230           |
| Giswil    | 3796           |
| Lungern   | 2082           |

Kanton Obwalden není rozdělen na okresy. Spolkový statistický úřad BFS však uvádí celý kanton jako jeden okres pod číslem BFS-ID 0600.

## Hospodářství

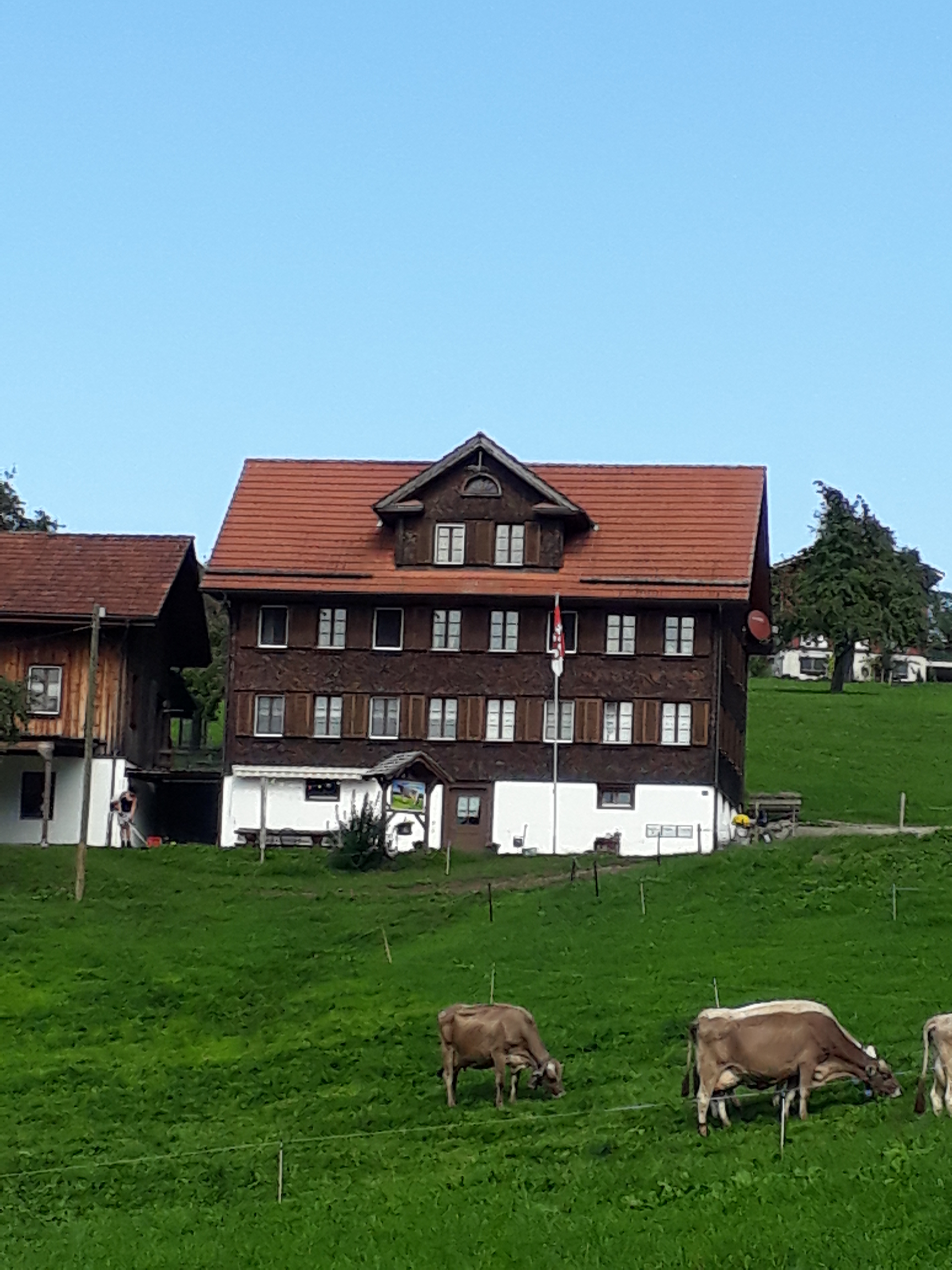
Tradiční architektura Obwaldenu

V roce 2018 činil v Obwaldenu hrubý domácí produkt (HDP) na obyvatele 67 458 švýcarských franků.
Ekonomice Obwaldenu dominují malé a střední podniky. Řada z nich se specializuje v oborech jako je výroba miniaturních strojů, umělých hmot, zdravotních potřeb či nanotechnologií. Stále velký význam mají tradiční obory. Z nich je důležité zejména lesnictví a s tím související obory, zejména zemědělství. V zemědělství převažují rodinné farmy, z nichž některé se otevřely i cestovnímu ruchu. Dlouhou tradici mají masná výroba, sýrárny a dřevařský průmysl. Centrální poloha je však výhodná pouze v rámci Švýcarska. V roce 2020 bylo 35,2 % zemědělské půdy obhospodařováno ekologicky 188 zemědělskými podniky.
Hlavním odvětvím zdejší ekonomiky je ale turistika. Řada zařízení vybudovaných pro turistický ruch nyní přináší zisky zdejšímu průmyslu a obyvatelstvu. V turistickém odvětví je také přímo či nepřímo zaměstnána celá jedna čtvrtina obytatelstva. Kromě lyžařských oblastí Engelberg-Titlis, Melchsee-Frutt, Brunni a Mörlialp jsou dalšími turistickými cíli horské železnice a lanovky Pilatusbahn a Lungern-Turren-Bahn. K dispozici je řada hotelů, penzionů, rekreačních bytů a skupinových ubytování a také tři kempy u jezera Sarnen a po jednom u jezer Alpnach a Lungern. Kromě zimních sportů a typických horských sportů je zde široká nabídka volnočasových aktivit, včetně paraglidingu, canyoningu a různých vodních sportů.
Kantonální nemocnice Obwaldenu v Sarnenu se 440 zaměstnanci zajišťuje komplexní lékařskou péči v Obwaldenu. Významnými regionálními bankami jsou kantonální banka Obwaldner Kantonalbank a Raiffeisenbank Obwalden.
V roce 2007 Obwalden nahradil dřívější regresivní daň z příjmu (nižší daňová sazba pro vyšší příjmy) jednotnou daní z příjmu ve výši 1,8 %, která je nejnižší v celém Švýcarsku. Tato kantonální daň doplňuje federální a lokální daně.